# Morrison Hotel
Morrison Hotel је пети албум америчке рок групе The Doors, изашао у фебруару 1970. године.

## Списак песама
1. - 4:02
2. - 3:57
3. - 2:50
4. - 2:50
5. - 2:09
6. - 3:05
7. - 4:07
8. - 4:13
9. - 2:47
10. - 2:32
11. - 4:21